# Liste der Bodendenkmale in Brietlingen
In der Liste der Bodendenkmale in Brietlingen sind alle Bodendenkmale der niedersächsischen Gemeinde Brietlingen aufgelistet. Die Quelle ist der Denkmalatlas Niedersachsen. Der Stand der Liste ist der 15. August 2024.

## Allgemein
In den Spalten finden sich folgende Informationen des Bodendenkmales :
- Lage        : geographische Koordinaten
- Bezeichnung : Bezeichnung lt. Denkmalatlas
- Beschreibung: Beschreibung lt. Denkmalatlas
- ID          : Objekt-ID
- Bild        : Bild, ggf. zusätzlich mit Link zu weiteren Fotos im Medienarchiv Wikimedia Commons.

## Brietlingen
| Lage                         | Bezeichnung          | Beschreibung | ID       | Bild |
| ---------------------------- | -------------------- | ------------ | -------- | ---- |
| 53° 20′ 26″ N, 10° 27′ 47″ O | Brietlingen 8, Deich |              | 35504653 | BW   |

## Lüdershausen
| Lage                         | Bezeichnung            | Beschreibung | ID       | Bild |
| ---------------------------- | ---------------------- | --- | -------- | ---- |
| 53° 20′ 59″ N, 10° 27′ 19″ O | Lüdershausen 3, Burg   | Die Burg Lüdershausen liegt im Ost-Teil von Lüdershausen, südlich der Neetze liegt am Neetzeübergang eine Burganlage. Im Südwesten und Südosten ist noch der Burggraben erhalten, im Südosten sogar noch bis in 5 m Breite. Im Zentrum der Anlage stehen mehrere Wohn- und Hofgebäude. Im Nordosten ist die Anlage durch die Neetze, im Nordwesten durch eine Straße begrenzt. | 28930927 | BW   |
| 53° 21′ 23″ N, 10° 25′ 29″ O | Lüdershausen 4, Deich  | Zwischen Bütlingen, Horburg, Barumer See und Metzensee verläuft ein Deichzug. Die Deiche stellen zusammen eine Einheit dar. Laut altem Messtischblatt führte der Deich vom Neetzebogen an der Gemeindegrenze zu Barum am West-Ufer der (ehemaligen) Verbindung zwischen Barumer See und Metzensee entlang zur Kreisgrenze. Die Länge des Deichabschnitts in der Gemarkung Lüdershausen beträgt 450 m. Im Süd-Bereich Br. ca. 8 m, H. bis 0,8 m. Im Nord-Bereich ist der Deich verschliffen, Br. ca. 6 m, H. ca. 0,5 m. | 28930929 | BW   |
| 53° 21′ 8″ N, 10° 26′ 18″ O  | Lüdershausen 5, Deich  | | 28930931 | BW   |
| 53° 21′ 20″ N, 10° 26′ 38″ O | Lüdershausen 6, Deich  | | 28930933 | BW   |
| 53° 21′ 34″ N, 10° 26′ 38″ O | Lüdershausen 7, Deich  | Nördlich von Lüdershausen liegt der sogenannte Neuer Deich. Laut einem alten Messtischblatt beginnt der Deich am Holldamm und verläuft ca. 390 m in Richtung Nordnordost. In der Kurhannoverschen Landesaufnahme ist die Verlängerung des Holldammes nach Norden weiter westlich eingetragen. Auf ganzer Länge gut erhalten. Br. 17 m; Br. der Deichkrone bis 8 m; H. ca. 1,5 m, am Nord-Ende bis 1,0 m (trapezförmiges Profil), beidseitig zum Graben steil geböscht.                                                 | 28930935 | BW   |
| 53° 20′ 52″ N, 10° 27′ 33″ O | Lüdershausen 10, Deich | | 28930937 | BW   |
| 53° 20′ 36″ N, 10° 30′ 29″ O | Lüdershausen 12, Deich | Südlicher Teil des Deichabschnitts in der Gemarkung Lüdershausen auf einer Länge von knapp 50 m gut erhalten. Br. ca. 8 m; H. ca. 1,3 m, am Nordost-Ende ein Zementblock (Teil einer alten Schleuse). Nördlicher Teil vollständig abgetragen. | 28967361 | BW   |